# Gamma Serpentis
Gamma Serpentis (γ Serpentis, γ Ser) è una stella nella costellazione del Serpente di magnitudine +3,84. distante 36,3 anni luce dal Sistema solare.

## Osservazione
Si tratta di una stella situata nell'emisfero celeste boreale; grazie alla sua posizione non fortemente boreale, può essere osservata dalla gran parte delle regioni della Terra, sebbene gli osservatori dell'emisfero nord siano più avvantaggiati. Nei pressi del circolo polare artico appare circumpolare, mentre resta sempre invisibile solo in prossimità dell'Antartide. Essendo di magnitudine 3,84, la si può osservare anche dai piccoli centri urbani con un cielo non eccessivamente affetto da inquinamento luminoso.

## Caratteristiche fisiche
Gamma Serpentis è di classe spettrale F6-V, ha una massa del 30% maggiore di quella del Sole e una luminosità 3 volte superiore.
Rispetto al Sole ha una velocità di rotazione molto più alta, impiega infatti meno di 9 giorni a compiere una rotazione, alla velocità di 8 km/s. La metallicità è invece più bassa, la presenza di Ferro è circa il 66% di quello del Sole.
Di magnitudine apparente +3,85, Gamma Serpentis ha un'età di circa 3 miliardi di anni, e gliene mancherebbero 2 per terminare la fusione dell'idrogeno. Nonostante non siano stati trovati dischi circumstellari attorno alla stella, è stata inserita tra gli obiettivi del programma Terrestrial Planet Finder per la ricerca di pianeti di tipo terrestre in grado di ospitare la vita.